# Plimoth Patuxet

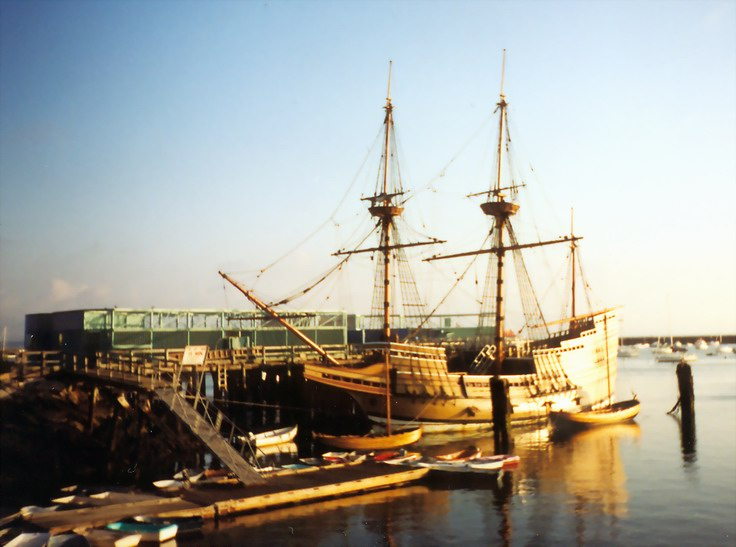
Mayflower II

Plimoth Patuxet (bis 2020 Plimoth Plantation) ist ein lebendiges Freilichtmuseum in Plymouth, Massachusetts.
1620 landeten die Pilgerväter mit 101 Personen auf der Mayflower an der Küste des heutigen Massachusetts und gründeten die Plymouth-Kolonie. Nicht weit von der Küste entfernt entstand ihre erste Siedlung.
Diese Siedlung wurde ab 1947 als Museum Plimoth Plantation durch den Bostoner Börsenmakler Henry Hornblower II. wieder aufgebaut. Dazu wurde das Dorf der Pilgerväter vier Kilometer entfernt von Plymouth entsprechend dem Zeitpunkt 1627 in spekulativer Weise rekonstruiert, da keine wesentlichen Spuren erhalten waren. In diesem Museumsdorf leben Schausteller wie im 17. Jahrhundert, die Häuser wurden nachgebaut, Tiere zurückgezüchtet und selbst kleinste Details rekonstruiert. Die Darsteller unterhalten sich in einem englischen Dialekt, der weit vom amerikanischen entfernt ist. So können die Besucher in das Leben von vor über 350 Jahren eintauchen.
Weiterhin ist eine Indianersiedlung der Wampanoag Teil des Museums, in der heutige Indianer (nicht in Kleidung des 17. Jahrhunderts, aber in traditioneller Kleidung) das Leben ihrer Vorfahren darstellen und erklären. Darunter auch die Herstellung von Booten aus Baumstämmen und die Errichtung von Hütten und Häusern aus Rinde.
Die nachgebaute Mayflower II liegt bei Plymouth Rock, dem ursprünglichen Anlegeort der Pilgerväter, und gehört ebenfalls zum Museum.
Außerdem gibt es ein Kino, in dem Dokumentarfilme über das Leben damals gezeigt werden. Zudem eröffnete der Archäologe das Hornblower Besucherzentrum im Jahre 1987 und das Craft Centre im Jahre 1992. Im Jahre 2013 kam die Plimoth-Mahlgutmühle dazu.

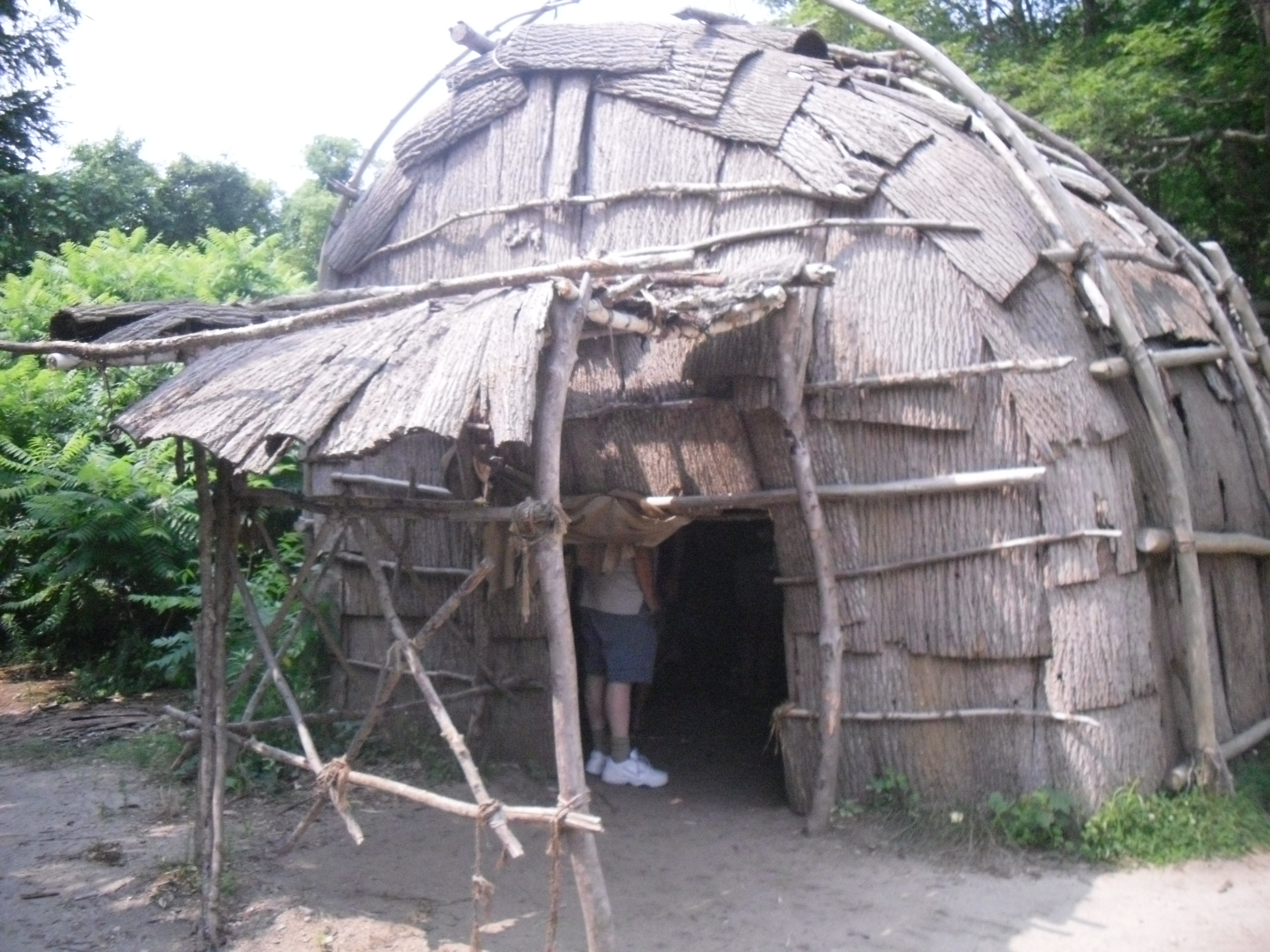
Nachgebildetes Haus der Wampanoags
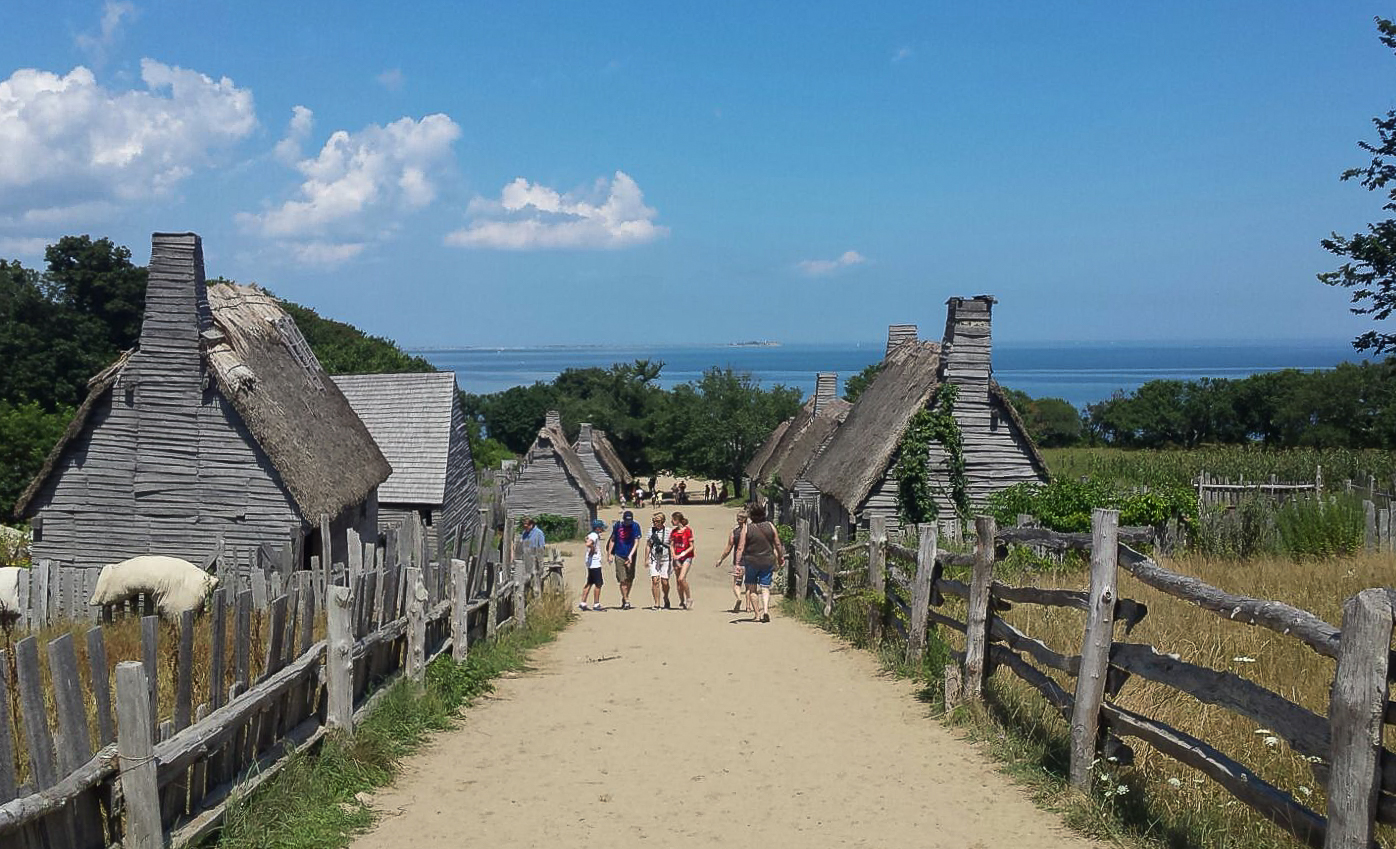
Die Straße, die durch das Dorf führt
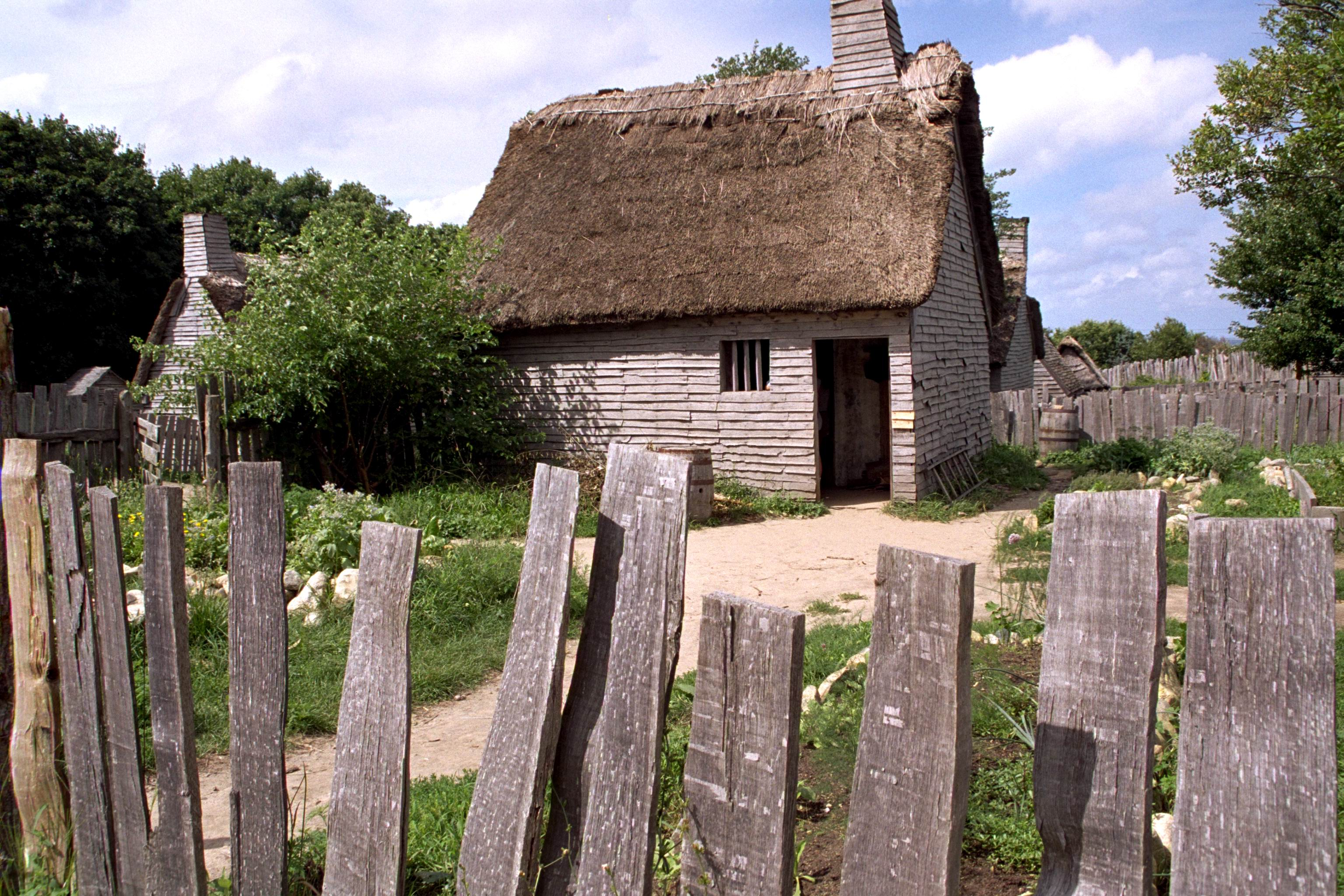
Ein Haus im Detail
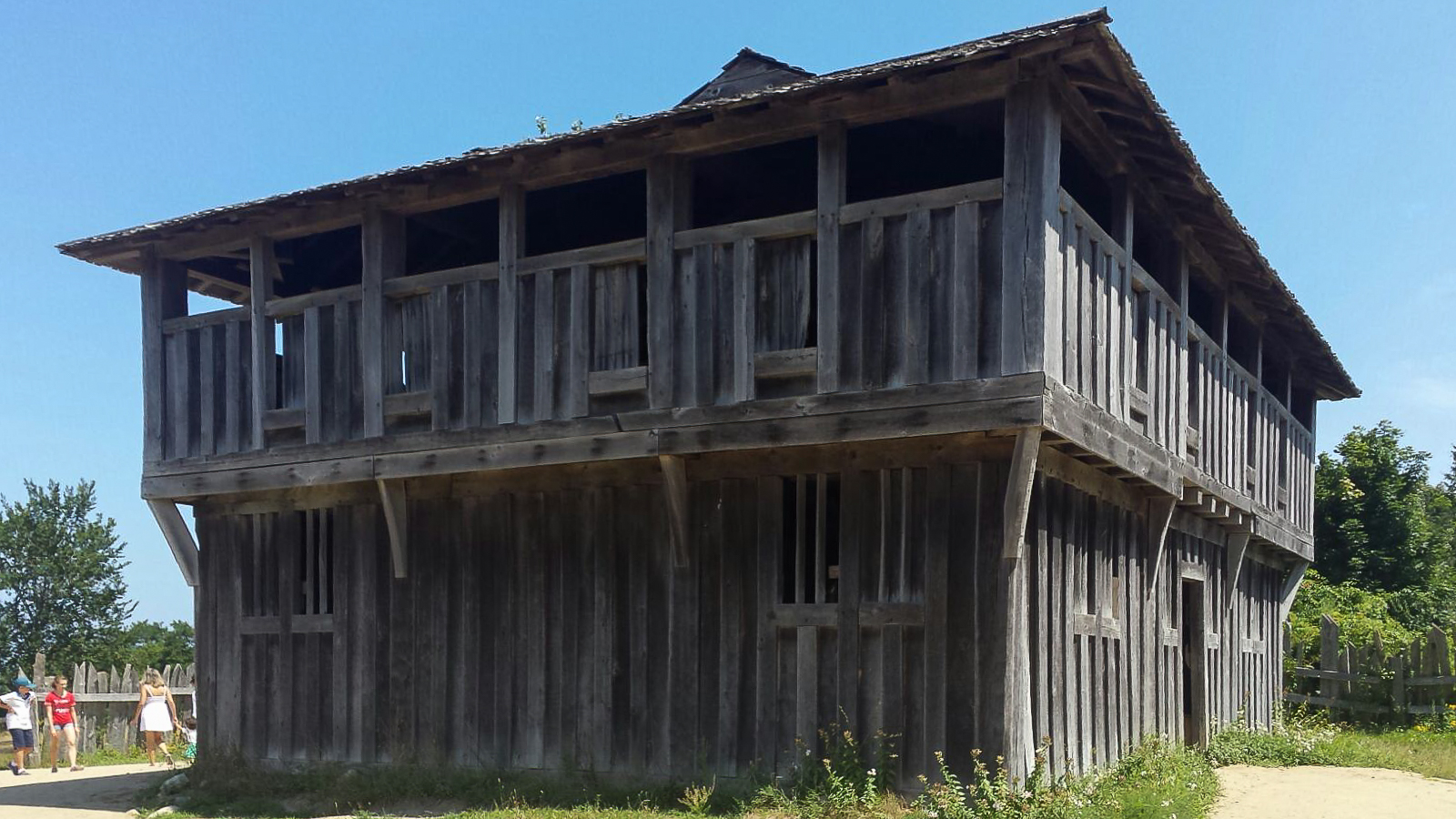
Das nachgebildetes Fort am Beginn der Siedlung